# Advise and Consent
Advise and Consent är en politisk roman av Allen Drury från 1959 som handlar om den amerikanska senatens bekräftelse av den kontroversiella utrikesministerkandidaten Robert Leffingwell som är före detta medlem i ett kommunistparti. Romanen vann pulitzerpriset för skönlitteratur 1960. Den efterföljs av Drurys A Shade of Difference från 1962 och ytterligare fyra uppföljare.
År 1962 filmatiserades romanen som Storm över Washington, med Otto Preminger som regissör och Walter Pidgeon och Henry Fonda i rollerna.